# Cantallops (kommunhuvudort)
Cantallops är en kommunhuvudort i Spanien.   Den ligger i provinsen Província de Girona och regionen Katalonien, i den östra delen av landet, 600 km öster om huvudstaden Madrid. Cantallops ligger 204 meter över havet och antalet invånare är 269.
Terrängen runt Cantallops är kuperad åt nordväst, men åt sydost är den platt. Runt Cantallops är det glesbefolkat, med 19 invånare per kvadratkilometer. Närmaste större samhälle är Figueres, 17,5 km söder om Cantallops. 